# Congolacerta vauereselli
Congolacerta vauereselli là một loài thằn lằn trong họ Lacertidae. Loài này được Tornier mô tả khoa học đầu tiên năm 1902.